# Woronin
Woronin – rosyjskie nazwisko Воронин, pierwotnie oznaczało syna mężczyzny nazywanego Ворона. W języku angielskim i francuskim jako Voronin. Bardziej popularne jest nazwisko Woronow.

## Osoby
- Aleksandr Woronin
- Andrij Woronin
- Marian Woronin
- Michaił Stepanowicz Woronin – rosyjski biolog
- Nikołaj Woronin
- Wiaczesław Woronin – skoczek o tyczce
- Władimir Woronin – prezydent Mołdawii